# Río Cordevole
El río Cordevole (en idioma ladino, Cordoul) es un corto río de montaña del norte de Italia, el principal  afluente del río Piave y el principal río de la provincia de Belluno. Tiene una longitud de 50 km.
Nace junto el paso San Pellegrino, en el municipio de Falcade a 1919 metros y confluye en el río Piave junto a Mel.
Sus principales afluentes son los torrentes:
- Andraz
- Pettorina
- Fiorentina
- Biois
- Tegnas
- Mis

- Datos: Q653996
- Multimedia: Cordevole / Q653996